# Ekologiczna Partia Demokratyczna
Ekologiczna Partia Demokratyczna (niem. Ökologisch-Demokratische Partei, ÖDP) – niemiecka partia polityczna o profilu konserwatywnym i ekologicznym.

## Historia
Partię w 1982 założyła grupa działaczy Zielonych na czele z Herbertem Gruhlem. Powstała jako ugrupowanie ekologiczne i socjalne, głoszące jednocześnie hasła obyczajowego konserwatyzmu (w tym sprzeciwu wobec aborcji i eutanazji).
ÖDP nie uzyskała szerszego poparcia, najwyższe w okolicy 2% okazjonalnie odnotowała w Bawarii w wyborach do landtagu. Sporadycznie zdobywała pewien rozgłos związany z aktywnością np. przy inicjatywie zniesienia bawarskiego senatu (1998) czy akcji na rzecz ochrony osób niepalących (2009). Przez ponad 30 lat nigdy nie wprowadziła swoich przedstawicieli do parlamentu na poziomie krajowym, europejskim czy regionalnym.
W 2014 Ekologiczna Partia Demokratyczna wystartowała w wyborach europejskich przeprowadzanych po raz pierwszy bez obowiązującego progu wyborczego. Wynik na poziomie 0,64% pozwolił na uzyskanie jednego mandatu w Parlamencie Europejskim VIII kadencji – deputowanym został Klaus Buchner, były przewodniczący partii. Mandat europosła formacja utrzymywała także w 2019 i 2024.